# Estadio Metropolitano (metropolitana di Madrid)
Estadio Metropolitano è una stazione della linea 7 della metropolitana di Madrid.
Prende il nome dallo stadio Metropolitano, nel distretto di San Blas-Canillejas, nelle cui vicinanze sorge.
In questa stazione bisogna effettuare un cambio di treno per poter continuare sia in direzione di Pitis che in direzione di Hospital del Henares e a questa stazione corrisponde un cambio di tariffa.

## Storia
La stazione è stata inaugurata il 5 maggio 2007, col nome di Estadio Olímpico, insieme alle stazioni che si trovano nei comuni di Coslada e San Fernando de Henares. Si tratta di una delle stazioni più grandi dell'intera rete metropolitana di Madrid poiché i suoi quattro binari misurano 160 m.
Il 21 giugno 2017 la stazione cambia denominazione per via della vicinanza col Cívitas Metropolitano. Il 7 settembre sono state installate le figure dei calciatori, lo stemma e le immagini dei precedenti stadi dell'Atlético Madrid. Inoltre il club, insieme alla presidentessa della Comunità autonoma di Madrid Cristina Cifuentes, ha promosso l'utilizzo della metro per arrivare allo stadio.

## Accessi
Vestibolo Estadio Olímpico
- Estadio de Madrid Avenida Arcentales
- Estocolmo Calle Estocolmo (angolo con Calle Sofía)
- Ascensor (Ascensore) Calle Estocolmo (angolo con Calle Sofía)